# نوكيا 6155
نوكيا 6155 هو أحد أجهزة نوكيا، شركة الهواتف والتقنية النقالة. يأتي هذا الجهاز مع شاشة نوعها 128 * 160 18-بت (262,144) لون, 96 * 65 16-بت (65,536) لون (external). تم إصدار هذا الجهاز في 2005. أما بالنسبة لوضعية إنتاجه الحالية فلم يعد يتم إنتاجه. تقنيته/تردده هي CDMA2000 1x/AMPS. جيل الجهاز هو DCT4. عامل الشكل (التصميم) للجهاز هو "صدفة المحار.

## نوكيا 6155i
نوكيا 6155i هو إصدار فرعي. يأتي هذا الجهاز مع شاشة نوعها 128 * 160 18-بت (262,144) لون, 96 * 65 16-بت (65,536) لون (external). تم إصدار هذا الجهاز في 2005. أما بالنسبة لوضعية إنتاجه الحالية فلم يعد يتم إنتاجه. تقنيته/تردده هي CDMA2000 1x/AMPS. جيل الجهاز هو DCT4. عامل الشكل (التصميم) للجهاز هو "صدفة المحار.